# Агуцо (Терни)
Агуцо (итал. Aguzzo) је насеље у Италији у округу Терни, региону Умбрија.
Према процени из 2011. у насељу је живело 132 становника. Насеље се налази на надморској висини од 343 м.